# Petite-Côte (Sénégal)
Pour les articles homonymes, voir Petite-Côte.

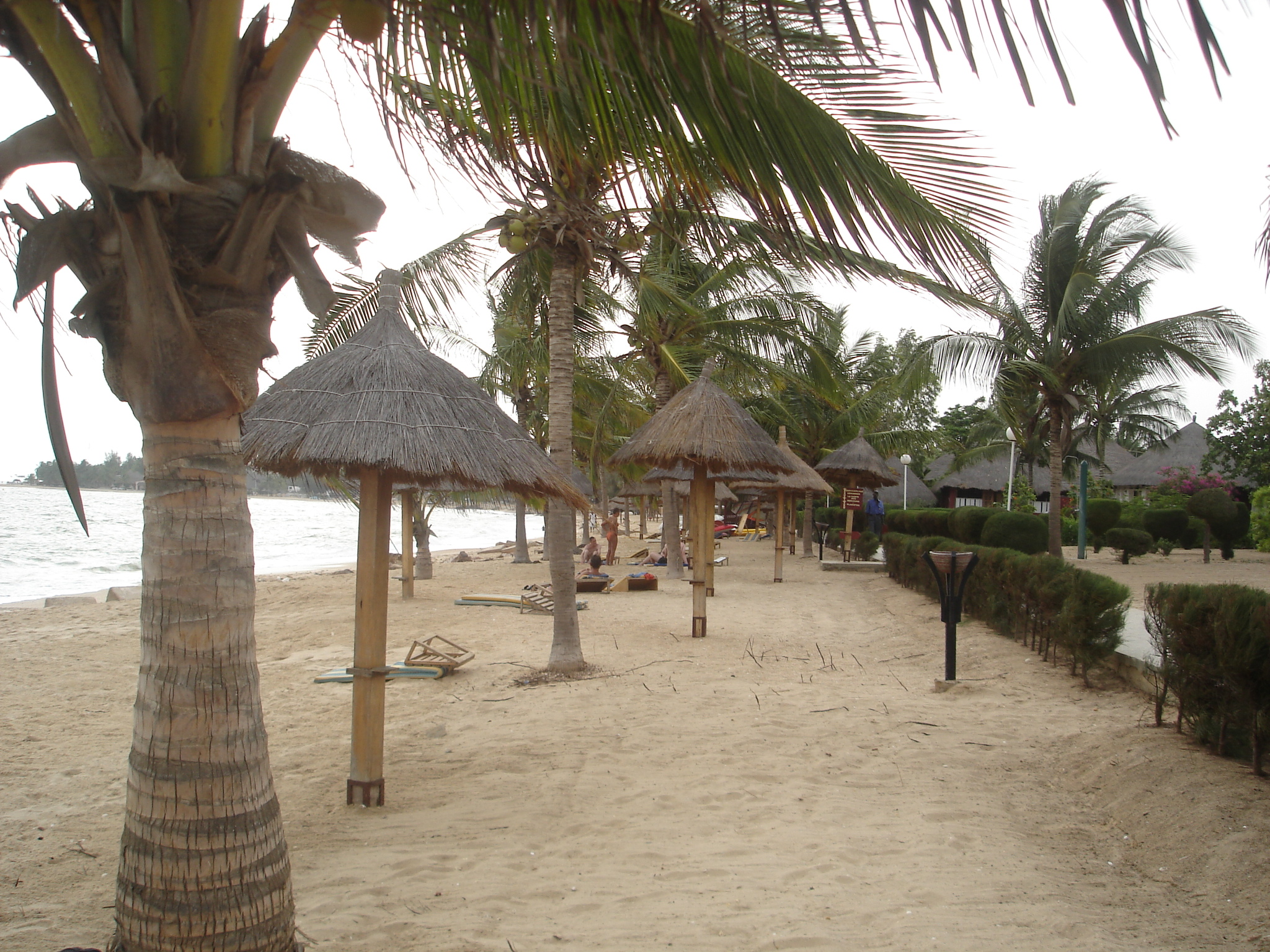
Farniente à Saly.

La Petite-Côte est une section du littoral sénégalais située au sud de Dakar, entre la presqu'île du Cap-Vert et le Sine-Saloum.
Elle est désignée ainsi par rapport à la Grande-Côte, la partie du littoral située au nord de la capitale, soit entre Dakar et Saint-Louis.

## Géographie
Protégée par la presqu'île, la côte bénéficie d'un climat assez agréable.

## Population
Les habitants de cette région sont principalement des Lébous et des Sérères. Dans un pays majoritairement musulman, on perçoit ici la présence de communautés catholiques (églises, missions).

## Un haut lieu du tourisme au Sénégal

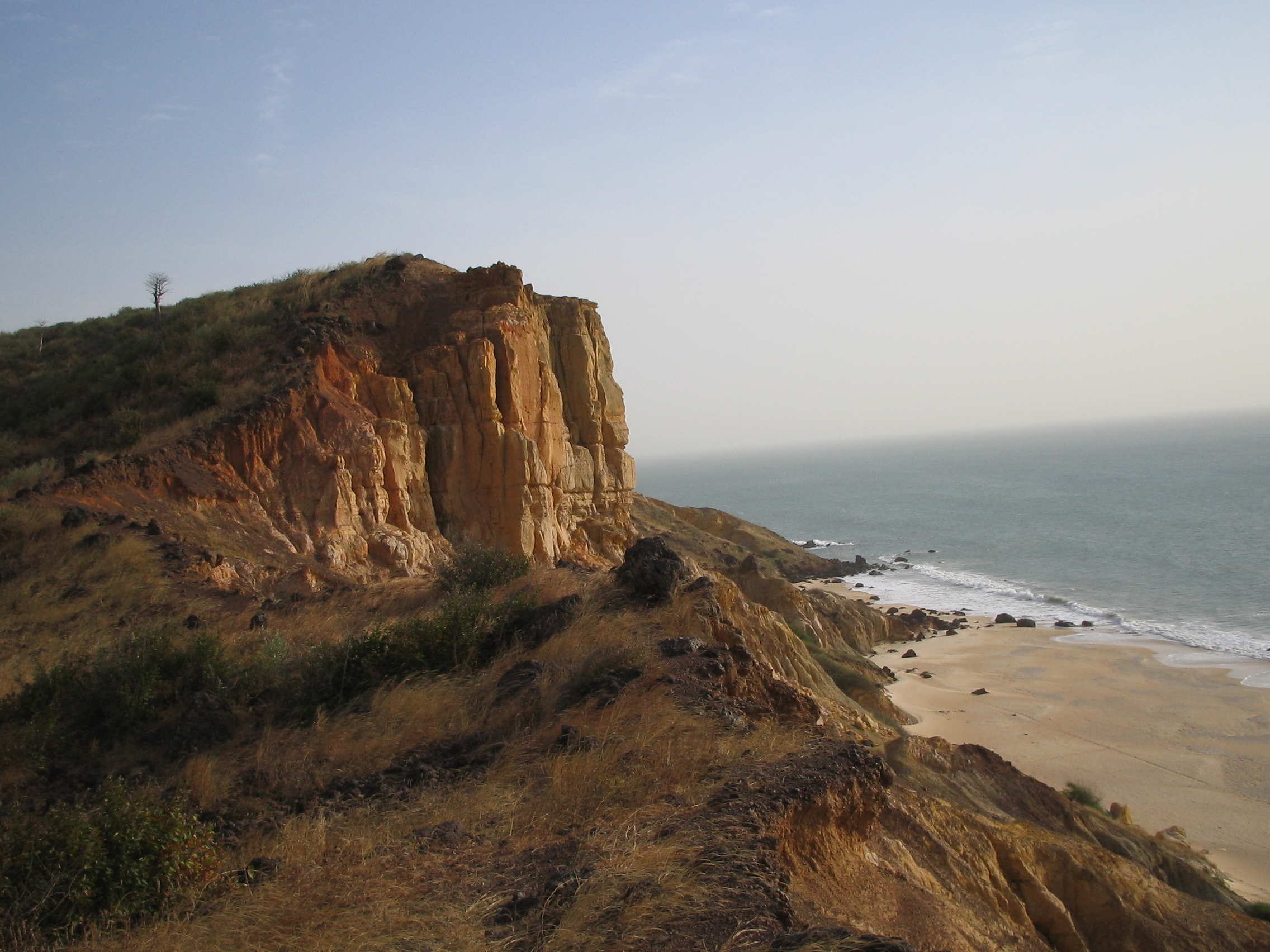
Les falaises de Popenguine.

C'est l'une des destinations touristiques majeures du pays, car elle comporte à la fois de belles plages, parfois bordées de falaises, et des villages de pêcheurs typiques.
Dakarois fortunés, Libanais et Français y possèdent aussi des villas ou des résidences secondaires.
Les principaux sites sont, du nord au sud : Toubab Dialo, petit village lébou ; Popenguine, lieu de pèlerinage catholique ; La Somone et sa lagune ; Saly Portudal, la plus célèbre des stations balnéaires du pays ; M'bour, plus grande ville de la côte et important port de pêche ; Warang à proximité d'un petit lac ; Nianing la paisible ;  Mbodiène, propice à l'observation des oiseaux ; Ngazobil, site d'une mission catholique depuis le XIXe siècle ; et enfin les villages jumeaux de Joal-Fadiouth, souvent cités en exemple pour leur tolérance religieuse.
Au-delà, la côte sablonneuse se poursuit, vers Palmarin et Djifer, à l'embouchure du delta du Saloum, autre entité géographique. 
Derrière ce littoral, on trouve plusieurs réserves naturelles, telles la Réserve de Bandia, la Réserve naturelle de Popenguine et la Réserve naturelle d'intérêt communautaire de la Somone.